# Grünes Gräshorn
Grünes Gräshorn är en bergstopp i Österrike.   Den ligger i distriktet Bregenz och förbundslandet Vorarlberg, i den västra delen av landet, 500 km väster om huvudstaden Wien. Toppen på Grünes Gräshorn är 2 201 meter över havet, eller 30 meter över den omgivande terrängen. Bredden vid basen är 0,11 km.
Terrängen runt Grünes Gräshorn är bergig österut, men västerut är den kuperad. Närmaste större samhälle är Bludenz, 17,4 km sydväst om Grünes Gräshorn. 
Trakten runt Grünes Gräshorn består i huvudsak av gräsmarker. Runt Grünes Gräshorn är det ganska tätbefolkat, med 72 invånare per kvadratkilometer.